# Guillermo II de Verona
Guillermo II de Verona (murió 1273/1275) fue un noble lombardo de la Triarquía de Negroponte (Eubea), considerado por los primeros historiadores como triarca y mariscal del Principado de Acaya en la Grecia franca.
Fue el segundo hijo de Guillermo I de Verona, gobernante del tercio meridional («triarquía») de Eubea.
Según los primeros historiadores comenzando por Karl Hopf, ascendió a esta posición después de la muerte de su padre en 1263/6. También se cree que se convirtió en barón de Passavant y mariscal en el Principado de Acaya por un matrimonio hipotético con Margarita de Nully,  debido a que es impropiamente llamado «mariscal» en la Istoria di Romania de Marino Sanudo. Estos puntos de vista han sido impugnados por Raymond-Jérôme Loenertz en los años 60.
Se casó con Catalina, una sobrina de Guillermo II de Villehardouin,  con quien no tuvo hijos conocidos.
Guillermo murió en la batalla de Demetrias, que ocurrió en 1273 o en 1275.